# شرلی راس
شرلی راس (انگلیسی: Shirley Ross؛ ‏ ۷ ژانویهٔ ۱۹۱۳ – ۹ مارس ۱۹۷۵) بازیگر، خواننده، موزیسین جاز، مجری رادیو و بازیگر اهل ایالات متحده آمریکا بود. وی بین سال‌های ۱۹۲۷ تا ۱۹۴۶ میلادی فعالیت می‌کرد.
از فیلم‌هایی که وی در آن نقش داشته‌است، می‌توان به بامب‌شل، ملودرام منهتن، جشن هالیوود، سان‌فرانسیسکو، شکوفه‌هایی در برادوی، ازدواج به سبک وایکیکی، بعضی‌ها داغشو دوست دارن اشاره کرد.